# Papir 120
El Papir 120 (en la numeració Gregory-Aland) designat com 120{\displaystyle {\mathfrak {P}}}, és una còpia antiga d'una part del Nou Testament en grec. És un manuscrit en papir de l'Evangeli de Joan i conté la part de Joan 1.25-28,38-44. Ha estat assignat paleogràficament al segle iv.
El text grec d'aquest còdex és un representant del Tipus textual alexandrí, també conegut com a neutral o egipci. Encara no ha estat relacionat en una Categoria dels manuscrits del Nou Testament.
Aquest document es troba a la biblioteca Sackler de la Universitat d'Oxford (Papyrology Rooms, P. Oxy. 4804), a Oxford.